# Enzo Goudou-Sinha
Enzo Goudou-Sinha (nacido en Cahors, el 26 de noviembre de 1998) es un jugador profesional francés de baloncesto que mide 1,82 metros y juega en la posición de base, que pertenece a la plantilla de Morabanc Andorra de la liga ACB.

## Trayectoria deportiva
Nacido en Cahors, Goudou-Sinha comenzó su carrera como jugador en el SLUC Nancy Basket con el que debutó en la LNB Pro A en la temporada 2016-17. Tras su descenso a la LNB Pro B, permanecería en el club durante cuatro temporadas más, hasta el término de la temporada 2020-21.
El 19 de junio de 2021, firma por el Champagne Basket de la LNB Pro A.
En la temporada 2022-23, firma por el Cholet Basket de la LNB Pro A, en el que juega durante dos temporadas participando también en Eurocup y en Basketball Champions League.
En la temporada 2024-25, firma por el Saint-Quentin de la LNB Pro A.
El 19 de febrero de 2025, el Morabanc Andorra de la Liga Endesa.

### Selección nacional
Goudou-Sinha disputó 7 partidos con la Selección de baloncesto sub-19 de Francia en el Mundial sub-19 de baloncesto FIBA 2017. También disputó 7 partidos en el Campeonato Europeo de Baloncesto Masculino Sub-20 de 2018.